# Hellschaltung
Hellschaltung ist eine elektronische Schaltung, die einen Optoschalter leitend macht (durchschaltet), falls auf den Empfänger Licht trifft. Der gegenteilige Effekt wird durch die Dunkelschaltung erzielt, indem zu wenig Licht auf den Empfänger trifft. Grafisches Kennzeichen der Hellschaltung ist meistens ein nicht ausgefüllter Kreis.

## Verwendungsbeispiele
- Synchronoskop
- Synchronmaschine